# Avram (micronation)
Pour les articles homonymes, voir Avram.
Le Grand duché d'Avram (Grand Duchy of Avram) est une micronation fondée en 1979 par le Tasmanien John Charlton Rudge qui se proclame "grand duc".

## Histoire
La manifestation publique du duché eut lieu par la Royal Bank of Avram qui émettait ses propres billets de banque et pièces de monnaie et des pièces d'une once de platine, utilisée dans les commerces de George Town qui sont les propriétés du grand duc. L'entreprise déménagea à Strahan, sur la côte ouest. Le dollar australien a la même valeur que l'avram. La banque continuerait ses activités de change.
La non-autorisation des activités de Royal Bank of Avram suscite une réaction négative du gouvernement australien, qui confisque rapidement les réserves de devises d'Avram et engage une procédure contre John Charlton Rudge devant la Cour fédérale de l'Australie. Finalement, après six procès, qui ont coûté vingt-deux millions de dollars, le tribunal établit que le grand-duc de Avram n'a pas participé à une activité illégale, et ordonne la restitution de tous les biens confisqués. Il est autorisé à reprendre ses pratiques bancaires sans entrave. Rudge publie une série de pièces et de billets en 2008 et affirme que la banque a une zone d'activité étendue.
En outre, Rudge est élu avec le nom de duc en tant que membre conservateur au Parlement de l'État de Tasmanie, où il ne fait qu'un seul mandat et est membre du cabinet fantôme chargé de la construction. Il est ensuite, cette fois sous son vrai nom, conseiller et adjoint au maire de Sorell.
Rudge présente une douzaine de titres de noblesse et religieux (tels que "comte d'Enoch" ou "cardinal archevêque de la mer royale"), dont il affirme qu'ils sont d'origine ancienne. Il prétend également être le grand maître d'une poignée d'anciens ordres de chevalerie et voyager avec un passeport australien qui répertorie ses différents titres.
Le duché d'Avram n'a aucune prétention territoriale, contrairement à d'autres micronations en Australie comme la principauté de Hutt River.